# Bartłomiej Pawełczak

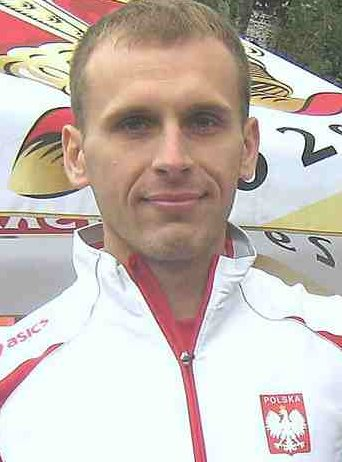
Bartłomiej Pawełczak 2008

Bartłomiej Pawełczak (* 7. Juni 1982 in Więcbork) ist ein ehemaliger polnischer Ruderer, der 2008 eine olympische Silbermedaille gewann. 
Pawełczak gewann bei den U23-Weltmeisterschaften 2003 eine Bronzemedaille im Leichtgewichts-Doppelzweier, 2004 siegte er im Leichtgewichts-Doppelvierer. 2005 trat er in der Erwachsenenklasse im Leichtgewichts-Vierer ohne Steuermann an und belegte den sechsten Platz bei den Weltmeisterschaften. 2006 in Eton folgte der achte Platz, 2007 in München belegte der polnische Vierer wie 2006 den zweiten Platz im B-Finale. Im Ruder-Weltcup belegte der polnische Leichtgewichts-Vierer 2008 in der letzten Regatta den achten Platz. Bei den Olympischen Spielen in Peking erreichten Łukasz Pawłowski, Bartłomiej Pawełczak, Miłosz Bernatajtys und Paweł Rańda das A-Finale und gewannen mit anderthalb Sekunden Rückstand auf das dänische Boot die Silbermedaille. Mit 0,7 Sekunden Rückstand auf die Polen erhielten die Kanadier Bronze.
Der 1,82 m große Bartłomiej Pawełczak war noch bis 2010 aktiv, seine beste Platzierung war ein vierter Platz im Leichtgewichts-Doppelvierer in der Weltcup-Regatta von Luzern 2009. Bei den Europameisterschaften 2010 trat er zusammen mit Mariusz Stańczuk im Leichtgewichts-Doppelzweier an und belegte als Sieger des C-Finales den 13. Platz.
Bartłomiej Pawełczak ruderte für Bydgostia Bydgoszcz.